# Ельжбета (Люблінське воєводство)
Ельжбета (пол. Elżbieta) — село в Польщі, у гміні Ополе-Любельське Опольського повіту Люблінського воєводства.
Населення — 464 особи (2011).

## Демографія
Демографічна структура станом на 31 березня 2011 року:
|          | Загалом | Допрацездатний вік | Працездатний вік | Постпрацездатний вік |
| -------- | ------- | ------------------ | ---------------- | -------------------- |
| Чоловіки | 226     | 48                 | 156              | 22                   |
| Жінки    | 238     | 55                 | 134              | 49                   |
| Разом    | 464     | 103                | 290              | 71                   |